# Ljusnäbbad busksmyg
Ljusnäbbad busksmyg (Aethomyias spilodera) är en fågel i familjen taggnäbbar inom ordningen tättingar.

## Utbredning och systematik
Ljusnäbbad busksmyg delas in i sju underarter:
- spilodera – förekommer i Västpapua (i öster till Astrolabe Bay) och Yapen
- granti – förekommer i Västpapua (berget Snow)
- wuroi – förekommer på södra Nya Guinea (Trans Fly-landet)
- guttatus – förekommer i bergen på sydöstra Nya Guinea
- ferrugineus – förekommer på Waigeo
- aruensis – förekommer i Aruöarna
- batantae – förekommer på Batanta

International Ornithological Congress (IOC) inkluderar batantae i ferrugineus och wuroi i guttattus.

### Släktestillhörighet
Arten placeras traditionellt i släktet Sericornis, men genetiska studier visar att det inte är monofyletiskt. Sericornis delas därför allt oftare upp i flera mindre släkten, varvid denna art placeras i Aethomyias.

## Status
Arten har ett stort utbredningsområde och beståndet anses vara stabilt. Internationella naturvårdsunionen IUCN listar den därför som livskraftig (LC).